# کیون د ورت
کیون د ورت (انگلیسی: Kevin De Weert؛ زادهٔ ۲۷ مهٔ ۱۹۸۲) دوچرخه‌سوار اهل بلژیک است.
از باشگاه‌هایی که در آن بازی کرده‌است می‌توان به تیم لوتوان‌ال–یومبو، تیم کوئیک‌استپ فلورز، و تیم دوچرخه‌سواری کوفیدیس، تیم کوئیک‌استپ فلورز، و تیم کوئیک‌استپ فلورز، اشاره کرد.